# Tretjinjenje kota
Tretjínjenje kóta (tudi trisékcija kóta) je znana konstrukcijska naloga iz klasične geometrije. Gre za vprašanje, kako dani kot razdeliti na tri skladne dele samo s šestilom in neoznačenim ravnilom. 

## (Ne)rešljivost naloge
Naloga je rešljiva, če je kot posebej lepo izbran - npr.: kot 90° lahko brez težav razdelimo na tri dele po 30°. 
V splošnem je naloga nerešljiva. Že starogrški matematiki, ki so prvi znanstveno preučevali konstrukcije z ravnilom in šestilom, so prišli do sklepa, da se naloge v splošnem ne da rešiti, vendar pa niso imeli dokaza za to trditev. 
Pozneje so se matematiki ukvarjali s splošnejšim problemom, katere kote je sploh mogoče konstruirati s šestilom in ravnilom. Prve vidnejše uspehe na tem področju sta dosegla Carl Friedrich Gauss in Évariste Galois, ki sta preučevala, kateri pravilni n-kotnik je mogoče konstruirati s predpisanim orodjem. Na podlagi njunih spoznanj je Pierre Wantzel leta 1837 dokazal, da je možno s šestilom in ravnilom konstruirati samo tisti pravilni n-kotnik, pri katerm je število n produkt poljubne potence števila 2 in poljubno mnogo različnih Fermatovih praštevil. Posledično je možno konstruirati samo kote, ki nastopajo v takšnih n-kotnikih.

## Reševanje z drugačnim orodjem
Znanih je več metod za tretjinjenje kota z drugačnim orodjem. 
Zanimiva je Arhimedova metoda z označenim ravnilom. Za konstrukcijo potrebujemo poleg šestila še ravnilo na katerem sta dve oznaki, ki sta med sabo oddaljeni r enot. 
Potek konstrukcije:
1. Šestilo zapičimo v vrh danega kota a in narišemo krožnico s polmerom r. Krak kota seka krožnico v točki A.
2. Položimo ravnilo skozi točko A tako, da leži ena oznaka na krožnici (C), druga pa na podaljšku drugega kraka kota (D) in narišemo premico AD.
3. Kot b z vrhom pri D je ravno tretjina danega kota a.

Dokaz: Kot vemo, je v trikotniku zunanji kot enak vsoti obeh notranjih nepriležnih kotov. Po tem pravilu je c (zunanji kot v trikotniku BDC) enak 2b. Če zdaj izračunamo vse kote z vrhom v B, vidimo, da je
a = 180° - b - d = 180° - b - (180° - 2c) = 180° - b - (180° - 4b) =3b.
Znanih je tudi več metod tretjinjenja kota s pomožno krivuljo, ki jo imenujemo trisektrisa.